# Palau Macià
El Palau Macià o Casa Macià és una casa senyorial del municipi de Vilafranca del Penedès (Alt Penedès) protegida com a bé cultural d'interès local. El Palau Macià és a la plaça de la Vila al costat de la Casa de la Vila, al centre de Vilafranca, en una zona terciaritzada, amb notables valors arquitectònics.
Va ser propietat dels Bartomeu, barons de Florejacs. Pels successius matrimonis, passà als Maciá i, el 1993, als Álvarez-Cuevas.

## Descripció

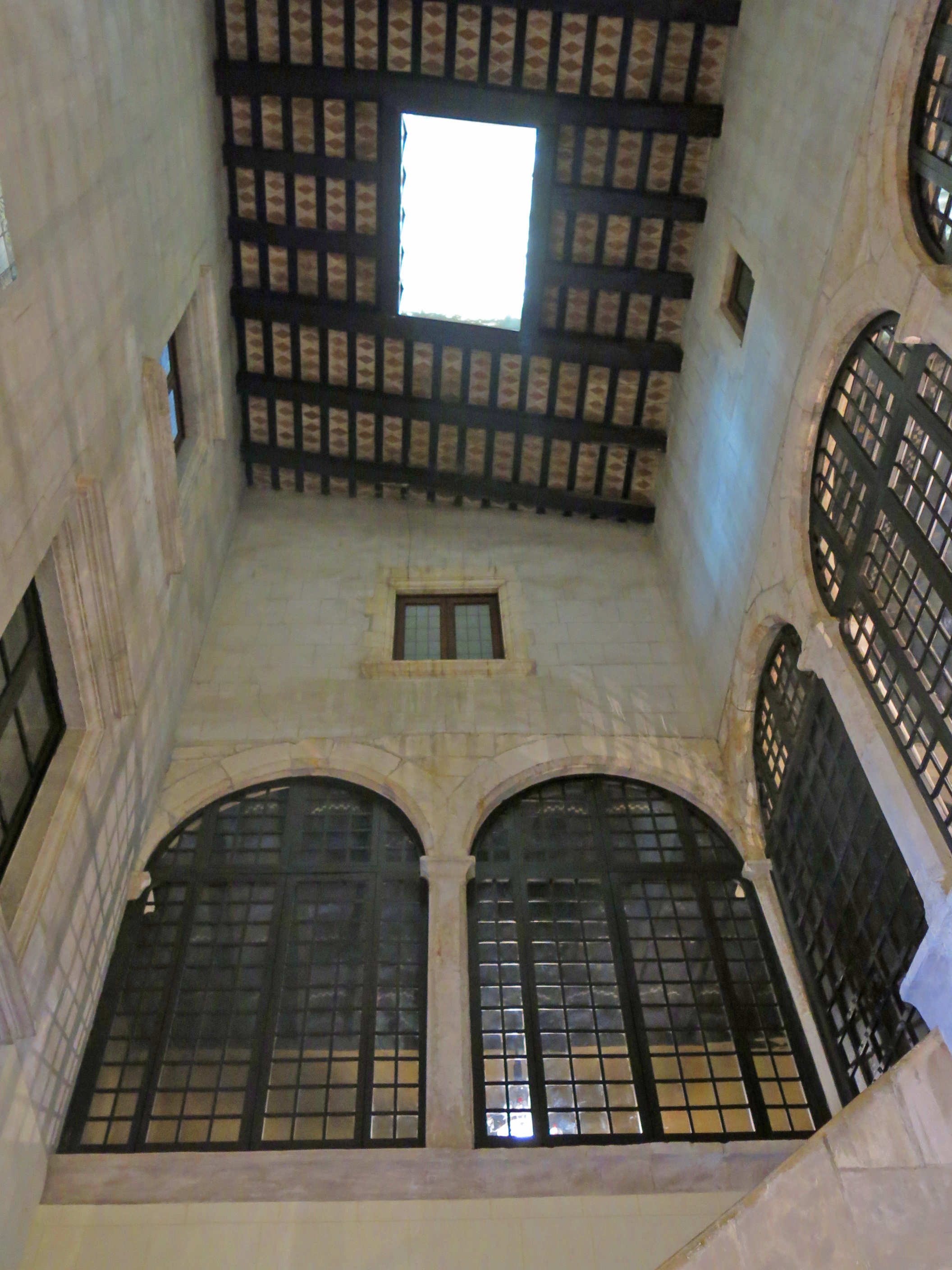
Pati interior del palau

Es tracta d'una casa-palau d'origen gòtic. Consta de planta baixa amb jardí i cavallerisses, planta noble i golfes. La coberta és de teula àrab. La façana presenta a la planta baixa la porta d'accés, centrada, d'arc de mig punt amb dovelles radials de pedra. A ambdós costats hi ha obertures d'arc escarser. El primer pis presenta modificacions, hi ha dos balcons i una finestra. A les golfes hi ha obertures simètriques. És molt remarcable el pati interior, actualment cobert, amb escalinata, arc gòtic, pou i galeries altes.
El palau concentra els seus salons més importants a la primera planta, la noble, amb balcons oberts cap a la plaça de la Vila i el jardí. Destaca el saló noble i l'àmplia biblioteca i arxiu històric. Aquesta planta està decorada amb pintures i antiguitats, i amb mobiliari d'estil gòtic i rococó. A les parets es troben diferents llaures heràldiques de la família, també pintades als sostres del saló noble. La part posterior de l'edifici alberga salons i habitacions més reduïdes i informals, que són les habitualment ocupades com habitatge.
El palau disposa de quatre accessos: Tres al carrer de la Cort (porta principal i dos locals comercials de la planta baixa) i un al carrer del Coll, aquest darrer utilitzat per a l'entrada de vehicles.

## Història
La cronologia d'aquest palau es remunta al segle xv, llavors conegut pel nom de Casa dels set portals, per ser aquest el nombre d'accessos que tenia l'edifici abans de la venda d'algunes parts de la propietat. Vidal de Bartomeu (1435-1493), ambaixador de la Corona d'Aragó als Estats Pontificis, va comprar al Reial Monestir de Santa Maria de Santes Creus terres i un molí prop de Vilafranca. A partir d'aquesta data, el palau va ser propietat de la Casa de Bartomeu al llarg de tres segles. El net de Vidal de Bartomeu, Miguel de Bartomeu i Vallés, va ser nomenat baró de Florejacs l'any 1571. Posteriorment, pel matrimoni de María Esteve i de Bartomeu amb Manuel de Maciá i Damiá, entra a la casa la família Maciá, el nom dels quals es manté encara per a aquest palau. El fill i hereu d'aquests, Magín de Maciá i Esteve-Bartomeu, va lluitar en la Guerra de Successió en favor de l'arxiduc Carles d'Àustria.
A partir del matrimoni de María del Carmen de Saavedra i de Maciá amb Juan de Álvarez-Cuevas i Serra el 1940, entren a la casa els Álvarez-Cuevas, actuals propietaris de la casa.

## Llista de propietaris[5][6]
|      | Propietaris                                     |
| ---- | ----------------------------------------------- |
| i    | Vidal de Bartomeu.                              |
| ii   | Francisco de Bartomeu i Colldescansa.           |
| iii  | Miguel de Bartomeu i Vallés, baró de Florejacs. |
| iv   | Gaspar de Bartomeu i de Riu.                    |
| v    | María de Bartomeu i Queralt.                    |
| vi   | María Esteve i de Bartomeu.                     |
| vii  | Magín de Maciá i Esteve-Bartomeu.               |
| viii | Manuel de Maciá i de Tord.                      |
| ix   | José de Maciá i de Nin.                         |
| x    | Manuel de Maciá i de Tord.                      |
| xi   | José Antonio de Maciá i de Nin.                 |
| xii  | Federico de Maciá i Miret.                      |
| xiii | María del Pilar de Maciá i de Mir.              |
| xiv  | María del Carmen de Saavedra i de Maciá.        |
| xv   | Isabel de Álvarez-Cuevas i de Saavedra.         |
| xvi  | Luis Puig i Carreras. *                         |

*  Vidu d’Isabel de Álvarez-Cuevas i de Saavedra.